# Tūtal
Tūtal (persiska: توتل, دوتال) är en ort i Iran.   Den ligger i provinsen Hamadan, i den nordvästra delen av landet, 260 km sydväst om huvudstaden Teheran. Tūtal ligger 1 648 meter över havet och antalet invånare är 423.
Terrängen runt Tūtal är kuperad åt sydväst, men åt nordost är den platt. Runt Tūtal är det ganska tätbefolkat, med 120 invånare per kvadratkilometer. Närmaste större samhälle är Chazān, 9,6 km öster om Tūtal. Trakten runt Tūtal består i huvudsak av gräsmarker.